# Eriospermum porphyrium
Eriospermum porphyrium là một loài thực vật có hoa trong họ Măng tây. Loài này được Archibald mô tả khoa học đầu tiên năm 1960.